# Intervention de l'OTAN en Bosnie-Herzégovine
Guerre de Bosnie-Herzégovine
L'intervention de l'OTAN en Bosnie-Herzégovine est une série d'actions entreprises par l'OTAN dont l'objectif déclaré était d'établir une paix à long terme pendant et après la guerre de Bosnie. L'intervention initiale s'inscrit dans un but purement politique et symbolique, avant de s'étendre progressivement pour inclure des opérations aériennes à grande échelle et le déploiement d'environ 60 000 soldats de l'Implementation Force.

## Belligérance précoce (1992)
L'implication de l'OTAN dans la guerre de Bosnie et dans les guerres yougoslaves en général commence en février 1992, lorsque l'alliance publie une déclaration exhortant tous les belligérants du conflit à autoriser le déploiement de soldats de maintien de la paix des Nations Unies. Bien qu’essentiellement symbolique, cette déclaration ouvrira la voie à des actions ultérieures de l’OTAN.
Le 10 juillet 1992, lors d'une réunion à Helsinki, les ministres des Affaires étrangères de l'OTAN conviennent d'aider les Nations Unies à surveiller le respect des sanctions établies par les résolutions 713 (1991) et 757 (1992) du Conseil de sécurité des Nations Unies. Cela conduit au lancement de l'opération Maritime Monitor (en) au large des côtes du Monténégro, coordonnée avec l'opération Sharp Guard de l'Union de l'Europe occidentale dans le détroit d'Otrante le 16 juillet. Le 9 octobre 1992, le Conseil de sécurité adopte la résolution 781, établissant une zone d'exclusion aérienne au-dessus de la Bosnie-Herzégovine. En réponse, le 16 octobre, l'OTAN élargit sa mission dans la région pour inclure l'opération Sky Monitor (en), mission de surveillance de l'espace aérien bosniaque à la recherche de vols en provenance de la république fédérale de Yougoslavie.

## Intervention accrue (1992-1993)
Le 16 novembre 1992, le Conseil de sécurité publie la résolution 787, appelant les États membres à « arrêter tout transport maritime entrant et sortant afin d'inspecter et de vérifier leurs cargaisons » afin de garantir le respect des sanctions. En réponse à cette résolution, l'OTAN clos l'opération Maritime Monitor le 22 novembre et l'a remplace par l'opération Maritime Guard (en), en vertu de laquelle leurs forces sont autorisées à arrêter les navires et à inspecter leurs cargaisons. Contrairement aux opérations Sky Monitor et Maritime Monitor, il s’agit d’une véritable mission d’application de la loi, et non seulement de surveillance.
La mission aérienne de l'OTAN passe également de la surveillance à la répression. Le Conseil de sécurité publie la résolution 816, qui autorise les États à prendre des mesures « pour assurer le respect » de la zone d'exclusion aérienne au-dessus de la Bosnie. En réponse, le 12 avril 1993, l'OTAN lance l'opération Deny Flight, chargée de faire respecter la zone d'exclusion aérienne, à l'aide d'avions de combat basés dans la région.
Tout au long de l’année 1993, le rôle des forces de l’OTAN en Bosnie s’accroît progressivement. Le 10 juin 1993, les avions agissant dans le cadre de l'opération Deny Flight fourniront un appui aérien rapproché à la FORPRONU, selon un accord entre l'OTAN et l'ONU. Le 15 juin, l'OTAN intègre l'opération Maritime Guard et les activités navales de l'Union de l'Europe occidentale dans la région dans l'opération Sharp Guard et élargit son rôle pour inclure de plus grands pouvoirs d'exécution.

## Rôle croissant de la puissance aérienne (1994)
Le 28 février 1994, la portée de l’intervention de l’OTAN en Bosnie s’accroît considérablement. Lors d'un incident près de Banja Luka, des chasseurs de l'OTAN de l'USAF, opérant sous le commandement de l'opération Deny Flight, abattent quatre avions serbes. Il s'agit de la première opération de combat de l'histoire de l'OTAN et elle ouvre la porte à une présence de l'organisation en constante augmentation en Bosnie. En avril, la présence de la puissance aérienne de l'OTAN augmente continuellement lors d'une attaque serbe sur Goražde. En réponse, l'OTAN lance sa première mission d'appui aérien rapproché le 10 avril 1994, bombardant plusieurs cibles serbes à la demande des commandants de l'ONU.

## Apogées des opérations (1995)
L'OTAN poursuit ses opérations aériennes au-dessus de la Bosnie au premier semestre 1995. Durant cette période, le pilote américain Scott O'Grady (en) est abattu au-dessus de la Bosnie par un missile sol-air tiré par des soldats serbes de Bosnie. Il est finalement secouru en toute sécurité, mais sa destruction suscite des inquiétudes aux États-Unis et dans d'autres pays de l'OTAN quant à la supériorité aérienne de l'organisation en Bosnie et suscite des appels en faveur d'une action plus agressive de l'OTAN pour éliminer les capacités antiaériennes serbes.

### Conférence de Londres
En juillet 1995, les Serbes de Bosnie lancent une attaque contre la ville bosniaque de Srebrenica, entraînant la mort d'environ 8 000 civils lors du massacre de Srebrenica. Après ces événements, seize nations se réunissent à la Conférence de Londres, qui débute le 21 juillet 1995, afin d'examiner de nouvelles options pour la Bosnie. À la suite de la conférence, Boutros Boutros-Ghali — secrétaire général de l'ONU — donne au général Bernard Janvier —  commandant militaire de l'ONU — le pouvoir de demander des frappes aériennes de l'OTAN sans consulter les responsables civils de l'ONU, afin de rationaliser le processus. À la suite de la conférence, le Conseil de l'Atlantique Nord et l'ONU conviennent également de recourir aux frappes aériennes de l'OTAN en réponse aux attaques contre n'importe quelle autre zone de sécurité en Bosnie. Les participants à la conférence s'accorde également en principe du recours à des frappes aériennes à grande échelle de l'OTAN en réponse aux futurs actes d'agression des Serbes.

### OpérationDeliberate Force
Après la Conférence de Londres, l'OTAN planifie une nouvelle campagne aérienne agressive contre les Serbes de Bosnie. Le 28 août 1995, les forces serbes bombardent le marché de Sarajevo, tuant 37 personnes. L'amiral Leighton Smith, commandant de l'OTAN, recommande des frappes aériennes de représailles dans le cadre de l'opération Deliberate Force. Le 30 août 1995, l'OTAN lance officiellement l'opération par des bombardements à grande échelle de cibles serbes. Les frappes aériennes dureront jusqu'au 20 septembre 1995 et viseront 338 cibles individuelles.

## Accords de Dayton et maintien de la paix (1995-2004)
En grande partie à cause des bombardements de l'opération Deliberate Force et des changements survenus sur le champ de bataille, les belligérants de la guerre de Bosnie se rencontrent à Dayton, dans l'Ohio, en novembre 1995 et signent les accords de Dayton, un traité de paix. Dans le cadre de ces accords, l'OTAN accepte le déploiement de 60 000 soldats dans la région, dans le cadre de l'Implementation Force (IFOR), désignation américaine de l'opération Joint Endeavour. Ces forces sont déployés jusqu'en décembre 1996, date à laquelle celles toujours en place dans la région sont transférées dans la force de stabilisation (SFOR). Les soldats de la paix de la SFOR resteront en Bosnie jusqu'en 2004.